# Walter Perkins
Walter Perkins (10. února 1932 Chicago – 14. února 2004 Queens) byl americký jazzový bubeník. V letech 1956–1957 doprovázel klavíristu Ahmada Jamala a následovalo členství v kapele MJT + 3. V roce 1962 hrál se saxofonistou Sonny Rollinsem a později se zpěvačkou Carmen McRae. Během své kariéry spolupracoval s řadou dalších hudebníků, mezi které patří Gene Ammons, Bobby Timmons, Art Farmer, Rahsaan Roland Kirk, Clark Terry nebo Sonny Stitt. Zemřel na rakovinu plic ve svých dvaasedmdesáti letech.